# Legend (album Boba Marleya)
Legend: The Best Of Bob Marley And The Wailers – kompilacja największych hitów zespołu Bob Marley & The Wailers, wydana 8 maja 1984. Album został sprzedany w ponad 25 milionach egzemplarzy, zdobył 12 platynowych płyt i jedną diamentową. Jest najlepiej sprzedającym się albumem reggae wszech czasów.
W Polsce składanka uzyskała status złotej płyty.
W 2003 album został sklasyfikowany na 46. miejscu listy 500 albumów wszech czasów magazynu Rolling Stone.

## Lista utworów

### Wersja oryginalna (winyl)

#### Strona 1
1. „Is This Love” – 3:52
2. „No Woman, No Cry” (Vincent Ford) – 7:07
3. „Could You Be Loved” – 3:55
4. „Three Little Birds” – 3:00
5. „Buffalo Soldier" (Bob Marley/N.G. Williams) – 4:17
6. „Get Up, Stand Up” (Bob Marley/Peter Tosh) – 3:16
7. „Stir It Up” – 5:33

#### Strona 2
1. „One Love / People Get Ready” (Bob Marley/Curtis Mayfield) – 2:51
2. „I Shot The Sheriff” – 4:41
3. „Waiting In Vain” – 4:15
4. „Redemption Song” – 3:49
5. „Satisfy My Soul” – 4:32
6. „Exodus” – 7:36
7. „Jamming” – 3:31

### Wersja CD
1. „Is This Love” – 3:52
2. „No Woman, No Cry” (Vincent Ford) – 7:07
3. „Could You Be Loved” – 3:55
4. „Three Little Birds” – 3:00
5. „Buffalo Soldier” (Bob Marley/N.G. Williams) – 4:17
6. „Get Up, Stand Up” (Bob Marley/Peter Tosh) – 3:16
7. „Stir It Up” – 5:33
8. „One Love / People Get Ready” (Bob Marley/Curtis Mayfield) – 2:51
9. „I Shot The Sheriff” – 4:41
10. „Waiting In Vain” – 4:15
11. „Redemption Song” – 3:49
12. „Satisfy My Soul” – 4:32
13. „Exodus” – 7:36
14. „Jamming” – 3:31

### Deluxe Edition

#### CD 1
1. „Is This Love” – 3:52
2. „No Woman, No Cry” (Live) (Vincent Ford) – 7:07
3. „Could You Be Loved” – 3:55
4. „Three Little Birds” – 3:00
5. „Buffalo Soldier” (Bob Marley/N.G. Williams) – 4:17
6. „Get Up, Stand Up” (Bob Marley/Peter Tosh) – 3:16
7. „Stir It Up"   – 5:33
8. „Easy Skanking” – 2:58
9. „One Love / People Get Ready” (Bob Marley/Curtis Mayfield) – 2:51
10. „I Shot The Sheriff” – 4:41
11. „Waiting In Vain” – 4:15
12. „Redemption Song” – 3:49
13. „Satisfy My Soul” – 4:32
14. „Exodus” – 7:36
15. „Jamming” – 3:31
16. „Punky Reggae Party” – 6:52

#### CD 2
1. „One Love / People Get Ready” (Extended Verion) (Bob Marley/Curtis Mayfield) – 7:01
2. „Waiting In Vain” – 5:56
3. „Jamming” – 5:35
4. „Three Little Birds”/„Three Little Birds” (Dub Version) – 5:20
5. „Could You Be Loved"   – 5:26
6. „No Woman, No Cry” (Vincent Ford) – 4:11
7. „Coming in From the Cold” – 5:42
8. „Buffalo Soldier” (Bob Marley/N.G. Williams) – 5:25
9. „Jamming” – 3:22
10. „Waiting In Vain” – 4:12
11. „Exodus” – 8:50
12. „Lively Up Yourself” – 5:18
13. „One Love / People Get Ready” (Dub Version) (Bob Marley/Curtis Mayfield) – 4:56